# Inname van Steenwijk (1523)
De Inname van Steenwijk in 1523 was een inname op 20 september 1523 van de vestingstad Steenwijk. De inname werd succesvol ondernomen door het Gelderse leger onder leiding van Maarten van Rossum, ten tijde van de Gelderse Oorlogen. De stad werd volkomen verrast. Veel plezier hebben de Geldersen niet van hun overwinning gehad, een stadsbrand en Friese verliezen zorgden ervoor dat zij de stad niet konden houden. 

## Voorgeschiedenis
Jan II van Wassenaer en Schenck van Toutenburg belegerden Sloten. Maarten van Rossum was na de vruchteloze aanslag op Oldenzaal in overleg met stadhouder Jasper van Marwijck getreden als aanvoerder van een groep zeventig ruiters en tweehonderd man voetvolk. Hij zou Steenwijk onverwachts binnen vallen, de dag na de Steenwijkse kermis, op 20 september 1523 als iedereen in een feestroes zou zijn. Er lagen op dat moment binnen Steenwijk slechts honderd soldaten van Keizer Karel V in bezetting.

## Overval
De wallen en poorten waren onbewaakt die ochtend na de kermis, voordat men het binnen in de gaten kreeg, waren al honderdvijftig mannen door de gracht gewaad over de wallen geklommen. De markt werd meteen bezet. Steenwijk had gespaard kunnen blijven als niet een van de mannen, al dan niet opzettelijk, tegen de wil van de bevelhebber vuurpijlen in de stad gegooid had. Er ontstond een hevige stadsbrand waarbij bijna de hele stad op zes of zeven huizen na, afbrandde. 

## Nasleep
Voor de Geldersen bleef niet veel over om te plunderen. Omdat ook Sloten en Lemmer ingenomen was, waarmee het laatste Gelderse steunpunt in Friesland verloren was. Karel van Gelre was op dat moment in Coevorden gelegerd, stuurde nog troepen naar Steenwijk, maar het lukte niet de stad te houden. Half november namen de keizerlijken de stad weer in. Georg Schenck van Toutenburg liet in Steenwijk hen kasteel verbouwen, teruggekeerde inwoners herbouwden hun huizen.
Huissen (1502) · Arnhem (1505) · Oldenzaal (1510) · IJsselstein (1511) · Venlo (1511) · Arnhem (1514) · Groningen (1514) · Zaltbommel (1515) · Sneek (1517) · Medemblik (1517) · Hasselt · Nijenbrugge · Steenwijk (1523) · Sloten (1523) · Zwolle (1524) · Utrecht · 's-Gravenhage (1528) · Harderwijk (1528) · Tiel (1528) · Heiligerlee (1536) · Sittard · Düren · Amersfoort (1543)· Gulik (1543) · Venlo (1543)